# Wahlkreis Scandicci
Der Wahlkreis Scandicci war von 1993 bis 2005 und ist seit 2017 wieder ein Wahlkreis (italienisch collegio elettorale) für die Wahl der Abgeordnetenkammer.

## Von 1993 bis 2005

### Wahlkreisgebiet
| Wahlkreise – Camera dei deputati – Toskana | Wahlkreise – Camera dei deputati – Toskana | Wahlkreise – Camera dei deputati – Toskana |
| Provinz                                    | Provinz                                    | Gemeinden nach Provinzen ⮞ Wahlkreis |
| ------------------------------------------ | ------------------------------------------ | --- |
|                                            | Provinz Arezzo (39 Gemeinden)              | 11 ⮞ Wahlkreis Arezzo 21 ⮞ Wahlkreis Montevarchi 7 ⮞ Wahlkreis Cortona |
|                                            | Provinz Florenz (44 Gemeinden)             | Teil von Florenz ⮞ Wahlkreis Florenz 1 Teil von Florenz ⮞ Wahlkreis Florenz 2 Teil von Florenz ⮞ Wahlkreis Florenz 3 14 + Teil von Florenz ⮞ Wahlkreis Florenz – Pontassieve 10 ⮞ Wahlkreis Bagno a Ripoli 8 ⮞ Wahlkreis Empoli 6 ⮞ Wahlkreis Scandicci 5 ⮞ Wahlkreis Sesto Fiorentino |
|                                            | Provinz Grosseto (28 Gemeinden)            | 10 ⮞ Wahlkreis Grosseto 17 ⮞ Wahlkreis Massa Marittima 1 ⮞ Wahlkreis Piombino |
|                                            | Provinz Livorno (20 Gemeinden)             | 1 + Teil von Livorno ⮞ Wahlkreis Livorno – Collesalvetti 2 + Teil von Livorno ⮞ Wahlkreis Livorno – Rosignano Marittimo 16 ⮞ Wahlkreis Piombino |
|                                            | Provinz Lucca (35 Gemeinden)               | 3 ⮞ Wahlkreis Lucca 26 ⮞ Wahlkreis Capannori 4 ⮞ Wahlkreis Viareggio 2 ⮞ Wahlkreis Massa |
|                                            | Provinz Massa-Carrara (17 Gemeinden)       | 2 ⮞ Wahlkreis Massa 15 ⮞ Wahlkreis Carrara |
|                                            | Provinz Pisa (39 Gemeinden)                | 3 ⮞ Wahlkreis Pisa 10 ⮞ Wahlkreis Cascina 25 ⮞ Wahlkreis Pontedera 1 ⮞ Wahlkreis Viareggio |
|                                            | Provinz Pistoia (22 Gemeinden)             | 8 ⮞ Wahlkreis Pistoia 12 ⮞ Wahlkreis Montecatini Terme 2 ⮞ Wahlkreis Prato – Montemurlo |
|                                            | Provinz Prato (7 Gemeinden)                | 2 + Teil von Prato ⮞ Wahlkreis Prato – Carmignano 4 + Teil von Prato ⮞ Wahlkreis Prato – Montemurlo |
|                                            | Provinz Siena (36 Gemeinden)               | 11 ⮞ Wahlkreis Siena 11 ⮞ Wahlkreis Cortona 14 ⮞ Wahlkreis Massa Marittima |

Der Wahlkreis umfasste 6 Gemeinden: Capraia e Limite, Lastra a Signa, Montelupo Fiorentino, Scandicci, Signa und Vinci.

### Wahlergebnisse

#### Parlamentswahl 1994

##### Direktstimmen
| Kandidaten               | Kandidaten              | Parteien                                 | Stimmen | %    |
| ------------------------ | ----------------------- | ---------------------------------------- | ------- | ---- |
|                          | Armando Cossuttagewählt | Progressisti                             | 46.997  | 56,2 |
|                          | Alessandro Corsinovi    | Polo delle Libertà (FI – LN – CCD – UdC) | 15.034  | 18,0 |
|                          | Giuseppe Matulli        | Patto per l’Italia                       | 11.061  | 13,2 |
|                          | Piergiuseppe Massai     | Alleanza Nazionale                       | 6.955   | 8,3  |
|                          | Paolo Vannini           | Lista Marco Pannella – Riformatori       | 3.536   | 4,2  |
| Gesamt                   | Gesamt                  | Gesamt                                   | 83.583  | 100  |
|                          |                         |                                          |         |      |
| Ungültige Stimmen        | Ungültige Stimmen       | Ungültige Stimmen                        | 5.425   | 6,1  |
| Wähler                   | Wähler                  | Wähler                                   | 89.008  | 92,2 |
| Wahlberechtigte          | Wahlberechtigte         | Wahlberechtigte                          | 96.526  |      |
|                          |                         |                                          |         |      |
| Quelle: Innenministerium |                         |                                          |         |      |

##### Listenstimmen
| Parteien                             | Parteien                        | Parteien                           | Stimmen | %    |
| ------------------------------------ | ------------------------------- | ---------------------------------- | ------- | ---- |
|                                      | Progressisti                    | Partito Democratico della Sinistra | 33.635  | 39,4 |
| Partito della Rifondazione Comunista | Progressisti                    | 11.595                             | 13,6    |      |
| Partito Socialista Italiano          | Progressisti                    | 1.947                              | 2,3     |      |
| Federazione dei Verdi                | Progressisti                    | 1.775                              | 2,1     |      |
| Alleanza Democratica                 | Progressisti                    | 978                                | 1,1     |      |
| La Rete                              | Progressisti                    | 902                                | 1,1     |      |
| ↳ Gesamt                             | Progressisti                    | 50.832                             | 59,5    |      |
|                                      | Polo delle Libertà              | Forza Italia                       | 11.476  | 13,4 |
| Lega Nord                            | Polo delle Libertà              | 1.482                              | 1,7     |      |
| ↳ Gesamt                             | Polo delle Libertà              | 12.958                             | 15,2    |      |
|                                      | Patto per l’Italia              | Partito Popolare Italiano          | 7.962   | 9,3  |
| Patto Segni                          | Patto per l’Italia              | 4.073                              | 4,8     |      |
| ↳ Gesamt                             | Patto per l’Italia              | 12.035                             | 14,1    |      |
|                                      | Alleanza Nazionale              | Alleanza Nazionale                 | 6.371   | 7,5  |
|                                      | Lista Marco Pannella            | Lista Marco Pannella               | 2.889   | 3,4  |
|                                      | Socialdemocrazia per le Libertà | Socialdemocrazia per le Libertà    | 306     | 0,4  |
|                                      | Insieme per lo Sviluppo         | Insieme per lo Sviluppo            | 84      | 0,1  |
| Gesamt                               | Gesamt                          | Gesamt                             | 85.475  | 100  |
|                                      |                                 |                                    |         |      |
| Ungültige Stimmen                    | Ungültige Stimmen               | Ungültige Stimmen                  | 3.536   | 4,0  |
| Wähler                               | Wähler                          | Wähler                             | 89.011  | 92,2 |
| Wahlberechtigte                      | Wahlberechtigte                 | Wahlberechtigte                    | 96.526  |      |
|                                      |                                 |                                    |         |      |
| Quelle: Innenministerium             |                                 |                                    |         |      |

#### Parlamentswahl 1996

##### Direktstimmen
| Kandidaten               | Kandidaten           | Parteien            | Stimmen | %    |
| ------------------------ | -------------------- | ------------------- | ------- | ---- |
|                          | Lapo Pistelligewählt | L’Ulivo             | 56.126  | 68,4 |
|                          | Luigi Baldini        | Polo per le Libertà | 23.994  | 29,2 |
|                          | Franca Vennarini     | Lega Nord           | 1.915   | 2,3  |
| Gesamt                   | Gesamt               | Gesamt              | 82.035  | 100  |
|                          |                      |                     |         |      |
| Ungültige Stimmen        | Ungültige Stimmen    | Ungültige Stimmen   | 5.171   | 5,9  |
| Wähler                   | Wähler               | Wähler              | 87.206  | 90,1 |
| Wahlberechtigte          | Wahlberechtigte      | Wahlberechtigte     | 96.785  |      |
|                          |                      |                     |         |      |
| Quelle: Innenministerium |                      |                     |         |      |

##### Listenstimmen
| Parteien                                          | Parteien                             | Parteien                             | Stimmen | %    |
| ------------------------------------------------- | ------------------------------------ | ------------------------------------ | ------- | ---- |
|                                                   | L’Ulivo                              | Partito Democratico della Sinistra   | 33.938  | 40,8 |
| Popolari per Prodi (PPI – SVP – PRI – UD – Prodi) | L’Ulivo                              | 4.534                                | 5,5     |      |
| Rinnovamento Italiano                             | L’Ulivo                              | 4.053                                | 4,9     |      |
| Federazione dei Verdi                             | L’Ulivo                              | 1.574                                | 1,9     |      |
| ↳ Gesamt                                          | L’Ulivo                              | 44.099                               | 53,1    |      |
|                                                   | Polo per le Libertà                  | Alleanza Nazionale                   | 10.114  | 12,2 |
| Forza Italia                                      | Polo per le Libertà                  | 9.679                                | 11,6    |      |
| CCD – CDU                                         | Polo per le Libertà                  | 3.788                                | 4,6     |      |
| ↳ Gesamt                                          | Polo per le Libertà                  | 23.581                               | 28,4    |      |
|                                                   | Partito della Rifondazione Comunista | Partito della Rifondazione Comunista | 11.332  | 13,6 |
|                                                   | Lista Pannella – Sgarbi              | Lista Pannella – Sgarbi              | 1.318   | 1,6  |
|                                                   | Lega Nord                            | Lega Nord                            | 1.204   | 1,4  |
|                                                   | Partito Socialista                   | Partito Socialista                   | 565     | 0,7  |
|                                                   | Movimento Autonomista Toscano        | Movimento Autonomista Toscano        | 411     | 0,5  |
|                                                   | Fiamma Tricolore                     | Fiamma Tricolore                     | 380     | 0,5  |
|                                                   | Mani Pulite                          | Mani Pulite                          | 153     | 0,2  |
|                                                   | Partito Umanista                     | Partito Umanista                     | 67      | 0,1  |
| Gesamt                                            | Gesamt                               | Gesamt                               | 83.110  | 100  |
|                                                   |                                      |                                      |         |      |
| Ungültige Stimmen                                 | Ungültige Stimmen                    | Ungültige Stimmen                    | 4.101   | 4,7  |
| Wähler                                            | Wähler                               | Wähler                               | 87.211  | 90,1 |
| Wahlberechtigte                                   | Wahlberechtigte                      | Wahlberechtigte                      | 96.785  |      |
|                                                   |                                      |                                      |         |      |
| Quelle: Innenministerium                          |                                      |                                      |         |      |

#### Parlamentswahl 2001

##### Direktstimmen
| Kandidaten               | Kandidaten           | Parteien           | Stimmen | %    |
| ------------------------ | -------------------- | ------------------ | ------- | ---- |
|                          | Lapo Pistelligewählt | L’Ulivo            | 52.252  | 64,0 |
|                          | Salvatore Barillari  | Casa delle Libertà | 23.850  | 29,2 |
|                          | Gianluca Mugnai      | Lista Di Pietro    | 1.918   | 2,4  |
|                          | Bruno Baccani        | Democrazia Europea | 1.895   | 2,3  |
|                          | Leonardo Cipriani    | Lista Emma Bonino  | 1.671   | 2,0  |
| Gesamt                   | Gesamt               | Gesamt             | 81.586  | 100  |
|                          |                      |                    |         |      |
| Ungültige Stimmen        | Ungültige Stimmen    | Ungültige Stimmen  | 3.926   | 4,6  |
| Wähler                   | Wähler               | Wähler             | 85.512  | 88,7 |
| Wahlberechtigte          | Wahlberechtigte      | Wahlberechtigte    | 96.365  |      |
|                          |                      |                    |         |      |
| Quelle: Innenministerium |                      |                    |         |      |

##### Listenstimmen
| Parteien                               | Parteien                             | Parteien                             | Stimmen | %    |
| -------------------------------------- | ------------------------------------ | ------------------------------------ | ------- | ---- |
|                                        | L’Ulivo                              | Democratici di Sinistra              | 27.875  | 33,9 |
| La Margherita (Dem – PPI – RI – Udeur) | L’Ulivo                              | 14.066                               | 17,1    |      |
| Partito dei Comunisti Italiani         | L’Ulivo                              | 2.207                                | 2,7     |      |
| Il Girasole (FdV – SDI)                | L’Ulivo                              | 1.476                                | 1,8     |      |
| ↳ Gesamt                               | L’Ulivo                              | 45.624                               | 55,5    |      |
|                                        | Casa delle Libertà                   | Forza Italia                         | 14.476  | 17,6 |
| Alleanza Nazionale                     | Casa delle Libertà                   | 8.765                                | 10,7    |      |
| CCD – CDU                              | Casa delle Libertà                   | 1.656                                | 2,0     |      |
| Nuovo PSI                              | Casa delle Libertà                   | 492                                  | 0,6     |      |
| Lega Nord                              | Casa delle Libertà                   | 370                                  | 0,5     |      |
| ↳ Gesamt                               | Casa delle Libertà                   | 25.759                               | 31,4    |      |
|                                        | Partito della Rifondazione Comunista | Partito della Rifondazione Comunista | 6.037   | 7,3  |
|                                        | Lista Di Pietro                      | Lista Di Pietro                      | 1.970   | 2,4  |
|                                        | Lista Emma Bonino                    | Lista Emma Bonino                    | 1.517   | 1,8  |
|                                        | Democrazia Europea                   | Democrazia Europea                   | 1.038   | 1,3  |
|                                        | Comunismo                            | Comunismo                            | 168     | 0,2  |
|                                        | Abolizione Scorporo                  | Abolizione Scorporo                  | 44      | 0,1  |
| Gesamt                                 | Gesamt                               | Gesamt                               | 82.157  | 100  |
|                                        |                                      |                                      |         |      |
| Ungültige Stimmen                      | Ungültige Stimmen                    | Ungültige Stimmen                    | 3.367   | 3,9  |
| Wähler                                 | Wähler                               | Wähler                               | 85.524  | 88,8 |
| Wahlberechtigte                        | Wahlberechtigte                      | Wahlberechtigte                      | 96.365  |      |
|                                        |                                      |                                      |         |      |
| Quelle: Innenministerium               |                                      |                                      |         |      |

#### Nachwahl 2004
Die Wahl fand am 24. Oktober statt.
| Kandidaten                  | Kandidaten                  | Parteien          | Stimmen | %    |
| --------------------------- | --------------------------- | ----------------- | ------- | ---- |
|                             | Antonello Giacomelligewählt | L’Ulivo           | 27.066  | 83,2 |
|                             | Giuseppe Calderisi          | Forza Italia      | 5.446   | 16,8 |
| Gesamt                      | Gesamt                      | Gesamt            | 32.512  | 100  |
|                             |                             |                   |         |      |
| Ungültige Stimmen           | Ungültige Stimmen           | Ungültige Stimmen | 711     | 2,1  |
| Wähler                      | Wähler                      | Wähler            | 33.223  | –    |
|                             |                             |                   |         |      |
| Quelle: Camera dei deputati |                             |                   |         |      |

## Seit 2020

### Wahlkreisgebiet
| Wahlkreise – Camera dei deputati – Toskana | Wahlkreise – Camera dei deputati – Toskana | Wahlkreise – Camera dei deputati – Toskana                                                                 |
| Provinz                                    | Provinz                                    | Gemeinden nach Provinzen ⮞ Wahlkreis                                                                       |
| ------------------------------------------ | ------------------------------------------ | --- |
|                                            | Metropolitanstadt Florenz (41 Gemeinden)   | 1 ⮞ Wahlkreis Florenz 28 ⮞ Wahlkreis Scandicci 9 ⮞ Wahlkreis Prato 2 ⮞ Wahlkreis Arezzo 1 ⮞ Wahlkreis Pisa |
|                                            | Provinz Arezzo (36 Gemeinden)              | alle ⮞ Wahlkreis Arezzo                                                                                    |
|                                            | Provinz Grosseto (28 Gemeinden)            | alle ⮞ Wahlkreis Grosseto                                                                                  |
|                                            | Provinz Livorno (19 Gemeinden)             | alle ⮞ Wahlkreis Livorno                                                                                   |
|                                            | Provinz Lucca (33 Gemeinden)               | 26 ⮞ Wahlkreis Lucca 7 ⮞ Wahlkreis Massa                                                                   |
|                                            | Provinz Massa-Carrara (17 Gemeinden)       | alle ⮞ Wahlkreis Massa                                                                                     |
|                                            | Provinz Pisa (37 Gemeinden)                | alle ⮞ Wahlkreis Pisa                                                                                      |
|                                            | Provinz Pistoia (20 Gemeinden)             | 13 ⮞ Wahlkreis Lucca 7 ⮞ Wahlkreis Prato                                                                   |
|                                            | Provinz Prato (7 Gemeinden)                | alle ⮞ Wahlkreis Prato                                                                                     |
|                                            | Provinz Siena (35 Gemeinden)               | alle ⮞ Wahlkreis Grosseto                                                                                  |

Der Wahlkreis umfasst 28 Gemeinden der Metropolitanstadt Florenz (Bagno a Ripoli, Barberino Tavarnelle, Calenzano, Campi Bisenzio, Capraia e Limite, Castelfiorentino, Cerreto Guidi, Certaldo, Empoli, Fiesole, Gambassi Terme, Greve in Chianti, Impruneta, Lastra a Signa, Londa, Montaione, Montelupo Fiorentino, Montespertoli, Pelago, Pontassieve, Rignano sull’Arno, Rufina, San Casciano in Val di Pesa, Scandicci, Sesto Fiorentino, Signa, Vaglia und Vinci).

### Wahlergebnisse

#### Parlamentswahl 2022
| Kandidaten                          | Kandidaten             | Stimmen | %    | Listen                                                  | Stimmen | %    |
| ----------------------------------- | ---------------------- | ------- | ---- | ------------------------------------------------------- | ------- | ---- |
|                                     | Emiliano Fossigewählt  | 108.678 | 41,0 | Partito Democratico – Italia Democratica e Progressista | 82.216  | 31,0 |
| Alleanza Verdi e Sinistra           | Emiliano Fossigewählt  | 108.678 | 41,0 | 17.141                                                  | 6,5     |      |
| +Europa                             | Emiliano Fossigewählt  | 108.678 | 41,0 | 7.998                                                   | 3,0     |      |
| Impegno Civico – Centro Democratico | Emiliano Fossigewählt  | 108.678 | 41,0 | 1.323                                                   | 0,5     |      |
|                                     | Chiara Mazzei          | 82.378  | 31,1 | Fratelli d’Italia                                       | 55.834  | 21,1 |
| Lega per Salvini Premier            | Chiara Mazzei          | 82.378  | 31,1 | 14.792                                                  | 5,6     |      |
| Forza Italia                        | Chiara Mazzei          | 82.378  | 31,1 | 10.864                                                  | 4,1     |      |
| Noi Moderati                        | Chiara Mazzei          | 82.378  | 31,1 | 888                                                     | 0,3     |      |
|                                     | Maria Letizia Magnelli | 29.051  | 11,0 | Movimento 5 Stelle                                      | 29.051  | 11,0 |
|                                     | Gabriele Toccafondi    | 28.367  | 10,7 | Azione – Italia Viva                                    | 28.367  | 10,7 |
|                                     | Samuela Marconcini     | 5.822   | 2,2  | Unione Popolare                                         | 5.822   | 2,2  |
|                                     | Daniele Falciai        | 4.322   | 1,6  | Italexit per l’Italia                                   | 4.322   | 1,6  |
|                                     | Ambra Roncucci         | 4.243   | 1,6  | Italia Sovrana e Popolare                               | 4.243   | 1,6  |
|                                     | Luca Bandini           | 2.119   | 0,8  | Vita                                                    | 2.119   | 0,8  |
| Gesamt                              | Gesamt                 | 264.980 | 100  |                                                         | 264.980 | 100  |
|                                     |                        |         |      |                                                         |         |      |
| Ungültige Stimmen                   | Ungültige Stimmen      | 11.889  | 4,3  |                                                         |         |      |
| Wähler                              | Wähler                 | 276.869 | 73,4 |                                                         |         |      |
| Wahlberechtigte                     | Wahlberechtigte        | 377.273 |      |                                                         |         |      |
|                                     |                        |         |      |                                                         |         |      |
| Quelle: Innenministerium            |                        |         |      |                                                         |         |      |